# Feral
Feral Tulcea (fostă Ferom Tulcea) este o companie producătoare de feroaliaje din România.
A început să funcționeze în anul 1976, sub numele de Combinatul de feroaliaje din Tulcea.
Este singurul producător de feroaliaje din România și cel mai mare din Europa de Est.
Feroaliajele produse la Ferom servesc fabricării oțelurilor.
În anul 1998, combinatele românești producătoare de oțeluri foloseau circa 30 de kilograme de feroaliaje pentru o tonă de produs finit.
Compania comercializează feroaliaje de siliciu, mangan, crom, siliciu metalic și feroaliaje speciale.
Feral Tulcea este cel de-al treilea mare potențial consumator de energie electrică din țară, după Alro Slatina și ArcelorMittal Galați.
În anul 2002, consturile cu energia electrică reprezentau peste 50% din totalul costurilor de producție.
La data de 19 martie 2002, pachetul majoritar de acțiuni al Ferom a fost achiziționat de Feral LTD Jeresy, investitori ucraineni, iar numele firmei a fost schimbat în Feral Tulcea.
În anul 2002, Ferom se întindea pe 65 de hectare, avea hale unicat și importa grosul materiei prime (minereul de mangan) din Ucraina.
Cu o producție de 100.000 tone feroaliaje/an, acoperea în proporție de 70 la sută necesarul pentru siderurgia românească.
Număr de angajați:
- 2008: 295[8]
- 2007: 480[1][10]
- 2006: 1.400[11]
- 2005: 1.400[8]
- 2002: 720[9]

Cifra de afaceri:
- 2005: 38,5 milioane euro[12]
- 2004: 47,8 milioane euro[12]